# طاعون إشبيلية العظيم

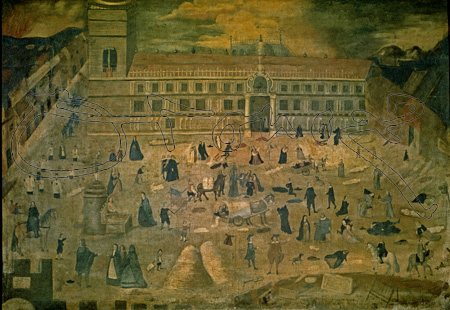
صورة تصف حالة السكان في زمن انتشار ذلك المرض

طاعون إشبيلية العظيم (1647–1652) كان اندلاعًا واسع النطاق للمرض في إسبانيا أدى إلى مقتل ما يصل إلى ربع سكان إشبيلية.

## التاريخ
على عكس وباء 1596-1602 الذي أودى بحياة 600.000 إلى 700.000 شخص ، أو أقل بقليل من 8٪ من السكان وضرب في البداية شمال ووسط إسبانيا والأندلس في الجنوب، فإن الطاعون العظيم الذي ربما نشأ في الجزائر أصاب جانب البحر الأبيض المتوسط من إسبانيا أولاً. كانت مدينة فالنسيا الساحلية أول مدينة تتعرض للوباء، حيث فقدت ما يقدر بنحو 30 ألف شخص. تفشى المرض عبر الأندلس بالإضافة إلى اجتياح الشمال إلى كاتالونيا وأراغون. فقد ساحل ملقة ما يزيد عن 50.000 شخص. في إشبيلية تم التهرب من إجراءات الحجر الصحي وتجاهلها أو عدم فرضها أو عدم فرضها. كانت النتائج مدمرة. يُعتقد أن مدينة إشبيلية ومناطقها الريفية فقدت 150.000 شخص من إجمالي عدد سكانها البالغ 600.000. إجمالاً كان يُعتقد أن إسبانيا فقدت 50.0000 شخص من أصل عدد سكان أقل بقليل من 10.000.000 أو ما يقرب من 5٪ من إجمالي سكانها. كان هذا أكبر طاعون ولكن ليس الوحيد في إسبانيا في القرن السابع عشر.
بعد ما يقرب من 25 عامًا دمر طاعون آخر إسبانيا. لمدة تسع سنوات (1676-1685)، تفشى المرض بشكل كبير في موجات في جميع أنحاء البلاد. وضربت مناطق الأندلس وفالنسيا بشكل خاص. بالتزامن مع الحصاد السيئ لعام 1682-1883 الذي خلق ظروف مجاعة، قتلت الآثار عشرات الآلاف من السكان الضعفاء والمنهكين. عندما انتهى عام 1685 قُدر أنه أودى بحياة أكثر من 250.000 شخص. كان هذا آخر انتشار للطاعون في إسبانيا في القرن السابع عشر.

## موجات الطاعون
دمرت إسبانيا ثلاث أوبئة عظيمة في القرن السابع عشر. قد كانوا:
- طاعون 1596-1602: وصل إلى سانتاندير عن طريق السفن من شمال أوروبا، على الأرجح هولندا، ثم انتشر جنوبًا عبر وسط قشتالة، ووصل إلى مدريد بحلول عام 1599 ووصل إلى مدينة إشبيلية الجنوبية بحلول عام 1600.
- طاعون 1646-1652: طاعون إشبيلية العظيم"، يُعتقد أنه وصل عن طريق السفن من الجزائر، وانتشر شمالًا عن طريق الشحن الساحلي، حيث أصاب المدن ومناطقها النائية على طول ساحل البحر الأبيض المتوسط حتى شمال برشلونة.
- طاعون 1676-1685.

## الوفيات
عند احتساب الولادات الطبيعية والوفيات والهجرة، يقدر المؤرخون أن التكلفة الإجمالية في الأرواح البشرية بسبب هذه الأوبئة في جميع أنحاء إسبانيا طوال القرن السابع عشر بأكمله ستكون بحد أدنى 1.25 مليون. نتيجة لذلك نادراً ما تذبذب عدد سكان إسبانيا بين عامي 1596 و1696.
يُعتقد عمومًا أن المرض كان طاعون دملي، وهو عدوى ببكتيريا تنقلها يرسينيا طاعونية، تنتقل عن طريق ناقلات الفئران. كما توجد أنماط أعراض أخرى للطاعون الدبلي، مثل طاعون إنتان الدم والطاعون الرئوي.